# 10月6日市

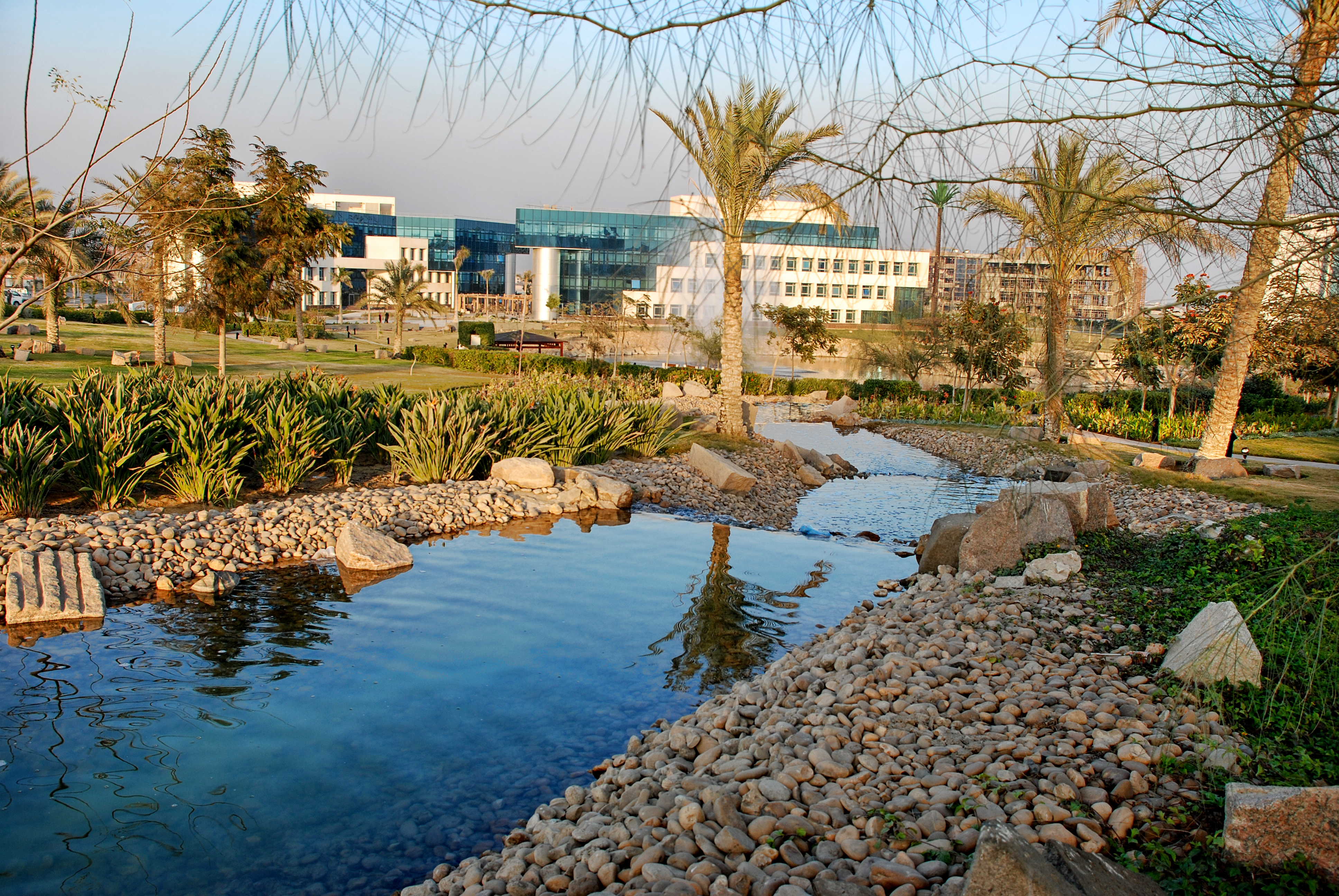
スマート・ヴィレッジ・エジプト

10月6日市（じゅうがつむいかし、英語: 6th of October City、アラビア語: مدينة السادس من أكتوبر, Madīnatu s-Sādisi min Uktūbar, マディーナトゥ・ッ＝サーディスィ・ミン・ウクトゥーバル）は、エジプトのギーザ県にある都市である。2011年4月までは旧10月6日県の県都でもあった。

## 概要
エジプト北西部のギーザ県、ピラミッドの近くにある、首都カイロの衛星都市。ギーザのピラミッドからの距離は17キロメートル、カイロ中心部からは32キロメートルの位置にある。
1979年より開発が始まったばかりと歴史はまだ浅い。市域面積は400平方キロメートル、人口は50万人を数えるこの町では現在開発が進んでおり、多数の企業、ミスル科学技術大学、ナイル大学や10月6日大学などの多数の大学、外資系企業も入居する広大な工業団地、空港、大規模ショッピングモールが存在する。様々な国籍の学生が滞在している国際的な都市でもある。また、アフリカサッカー連盟(CAF)の本部所在地でもある。

## 気候
ケッペンの気候区分では、ギーザやカイロのように砂漠気候 (BWh)に属する。
| 10月6日市の気候        | 10月6日市の気候 | 10月6日市の気候 | 10月6日市の気候 | 10月6日市の気候 | 10月6日市の気候 | 10月6日市の気候 | 10月6日市の気候 | 10月6日市の気候 | 10月6日市の気候 | 10月6日市の気候 | 10月6日市の気候 | 10月6日市の気候 | 10月6日市の気候 |
| 月                     | 1月             | 2月             | 3月             | 4月             | 5月             | 6月             | 7月             | 8月             | 9月             | 10月            | 11月            | 12月            | 年              |
| ---------------------- | --------------- | --------------- | --------------- | --------------- | --------------- | --------------- | --------------- | --------------- | --------------- | --------------- | --------------- | --------------- | --------------- |
| 平均最高気温 °C （°F） | 18.4 (65.1)     | 20 (68)         | 23.1 (73.6)     | 27.6 (81.7)     | 31.7 (89.1)     | 34.1 (93.4)     | 34.4 (93.9)     | 34.1 (93.4)     | 31.9 (89.4)     | 29.6 (85.3)     | 24.8 (76.6)     | 20 (68)         | 27.48 (81.46)   |
| 日平均気温 °C （°F）   | 12 (54)         | 13.1 (55.6)     | 15.9 (60.6)     | 19.5 (67.1)     | 23.5 (74.3)     | 26.2 (79.2)     | 27.2 (81)       | 26.9 (80.4)     | 24.9 (76.8)     | 22.6 (72.7)     | 18.5 (65.3)     | 13.8 (56.8)     | 20.34 (68.65)   |
| 平均最低気温 °C （°F） | 5.7 (42.3)      | 6.3 (43.3)      | 8.8 (47.8)      | 11.5 (52.7)     | 15.4 (59.7)     | 18.3 (64.9)     | 20 (68)         | 19.8 (67.6)     | 18 (64)         | 15.7 (60.3)     | 12.2 (54)       | 7.6 (45.7)      | 13.27 (55.86)   |
| 降水量 mm （inch）     | 5 (0.2)         | 5 (0.2)         | 3 (0.12)        | 2 (0.08)        | 0 (0)           | 0 (0)           | 0 (0)           | 0 (0)           | 0 (0)           | 1 (0.04)        | 3 (0.12)        | 6 (0.24)        | 25 (1)          |
| 出典：Climate-Data.org |                 |                 |                 |                 |                 |                 |                 |                 |                 |                 |                 |                 |                 |

## 近郊
カイロとの間にはテーマパークやリゾート、邸宅などからなるニュータウン「ドリームランド」や、アブダビ首長国のザーイド首長の名をとったニュータウン「シェイク・ザーイド・シティ」といった近郊都市が広がる。

## 歴史
「10月6日」（アッ＝サーディス・ミン・ウクトゥーバル）とは、1973年10月6日に開戦した第四次中東戦争の「勝利」を記念して名付けられた地名である。10月6日はエジプトの軍記念日にもなったほか、橋や道路などさまざまな場所に10月6日という名が名付けられている。街の創設を指揮したアンワル・アッ＝サーダート（サダト）大統領が1981年に暗殺された日でもある。
1979年、サダト大統領は大統領令504号によって首都近郊のギーザ県の砂漠に10月6日市の建設を開始した。400平方キロメートルという広大な範囲に建てられる衛星都市の将来の計画人口は370万人とされたが、まだ多くの未開発地や入居されていない建物を抱えている。
2008年4月には新たに創設される10月6日県の県都となったが、エジプト革命後の2011年4月に10月6日県は解消され再びギーザ県に編入された。